# Leopardpaddfisk
Leopardpaddfisk (Opsanus pardus) är en fiskart som först beskrevs av Goode och Bean, 1880.  Leopardpaddfisk ingår i släktet Opsanus och familjen paddfiskar. Inga underarter finns listade i Catalogue of Life.